# Nathan der Weise (1967)
Nathan der Weise ist ein deutsches Fernsehspiel aus dem Jahr 1967 nach dem gleichnamigen Drama von Gotthold Ephraim Lessing.

## Produktion
Der von Bavaria Atelier im Auftrag des ZDF produzierte Film wurde am 17. September 1967 zum ersten Mal ausgestrahlt.